# Газодинамика

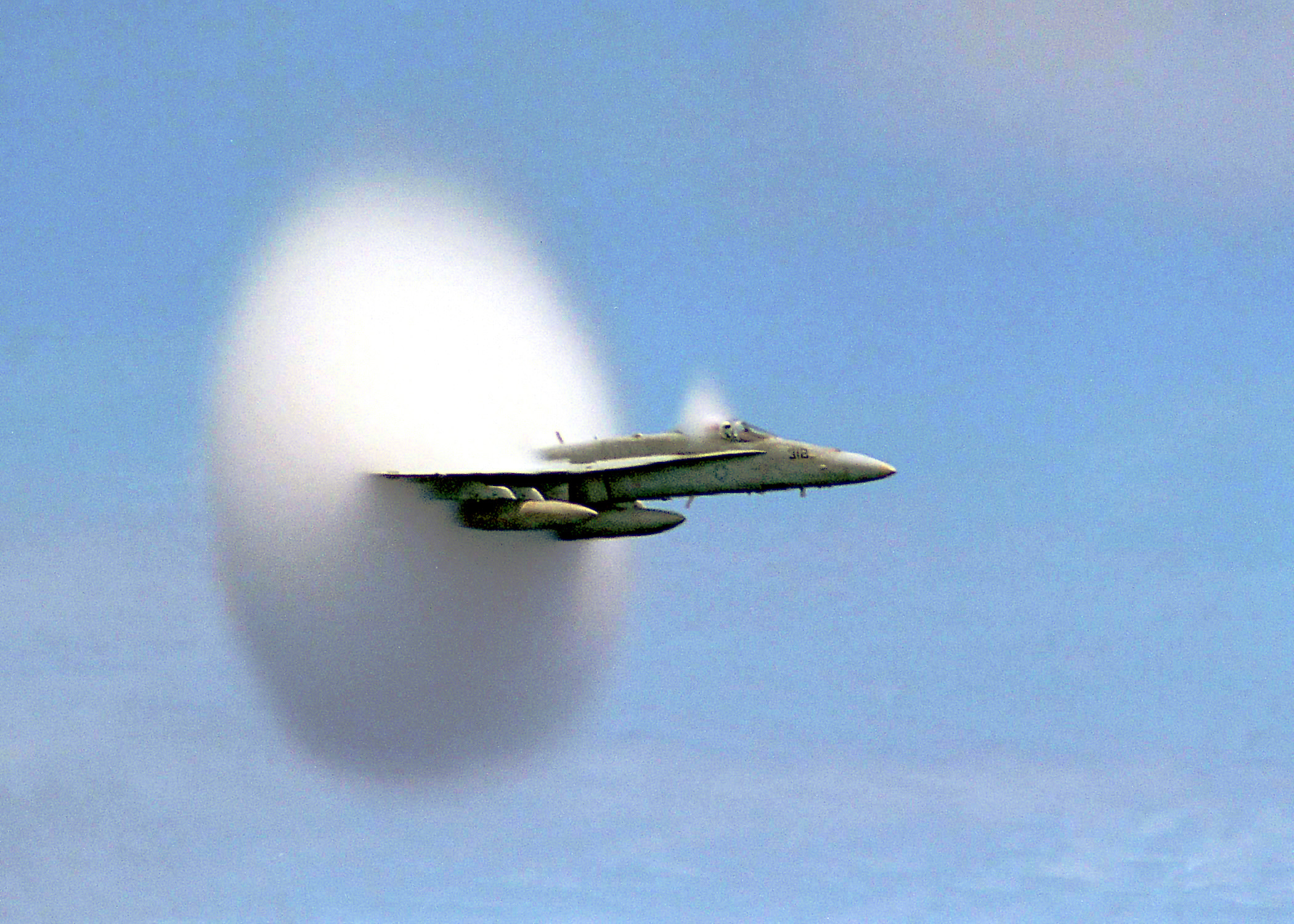
Конденсация пара в сверхзвуковых областях с пониженной температурой при околозвуковом полете. В задней части облака (на фотографии не видна) образуются ударные волны, в которых поток тормозится (эффект Прандтля — Глоерта)

Га́зовая дина́мика (или газодина́мика) — раздел механики, изучающий законы движения газообразной среды и её взаимодействия с движущимися в ней твёрдыми телами. Чаще встречается под названием аэродина́мика (от др.-греч. ἀηρ — воздух и δύναμις — сила), но включает в себя не только аэродинамику, но и собственно газовую динамику. Последняя исторически возникла как дальнейшее развитие и обобщение аэродинамики, и именно поэтому часто говорят о единой науке — аэрогазодинамике. Как часть физики, аэрогазодинамика тесно связана с термодинамикой и акустикой.
Формальное исследование аэродинамики в современном смысле началось в восемнадцатом веке, хотя наблюдения фундаментальных понятий, таких как аэродинамическое сопротивление были описаны гораздо раньше. Большинство первых исследований в аэродинамике были направлены на достижение полета воздушного судна, что было впервые продемонстрировано Отто Лилиенталем в 1891 году. С тех пор использование аэродинамики посредством математического анализа, эмпирических приближений, экспериментов в аэродинамической трубе и компьютерное моделирование сформировало рациональную основу для развития полета воздушных судов и ряда других технологий. Последние работы в области аэродинамики были сосредоточены на проблемах, связанных со сжимаемым потоком, турбулентностью и пограничными слоями.

## Аэродинамика
Раздел гидроаэромеханики, в котором изучаются законы движения воздуха и силы, возникающие на поверхности тел, относительно которых происходит его движение. В аэродинамике рассматривают движение с дозвуковыми скоростями, то есть в нормальных условиях до 340 м/с (1200 км/ч).
Прикладные задачи аэродинамики:
- распределение давления на поверхности тела;
- определение сил и моментов, действующих на обтекаемое газом тело;
- распределение скоростей в воздушном потоке, обтекающем тело;
- расчёт вентиляции;
- расчёт пневмотранспорта.

Специальный раздел аэродинамики — аэродинамика самолёта — занимается разработкой методов аэродинамического расчёта и определением аэродинамических сил и моментов, действующих на самолёт в целом и на его части — крыло, фюзеляж, оперение и т. д. К аэродинамике самолёта относят: расчёт устойчивости, балансировки самолёта, теорию воздушных винтов, теорию крыла. Вопросы, связанные с изменяющимся нестационарным режимом движения летательных аппаратов, рассматриваются в специальном разделе — динамике полёта.
Результаты аэродинамики находят многообразные применения в самолётостроении, авиастроении, автомобилестроении и в различных летательных аппаратах.

## История аэродинамики
Основателем современной аэродинамики и аэрогидродинамики считается великий русский учёный Николай Егорович Жуковский. В 1902 году он руководил сооружением аэродинамической трубы всасывающего типа при механическом кабинете Московского университета, в которой осевым вентилятором создавался воздушный поток со скоростью до 9 м/с. В 1904 году возглавил первый в Европе аэродинамический институт, созданный на средства Д. П. Рябушинского в посёлке Кучино под Москвой. В 1905-м году 15 ноября Николай Егорович Жуковский дал формулу для расчёта подъёмной силы, являющейся основой всех аэродинамических расчётов самолёта. С 1918 года возглавлял ЦАГИ (Центральный аэрогидродинамический институт).

## Газовая динамика

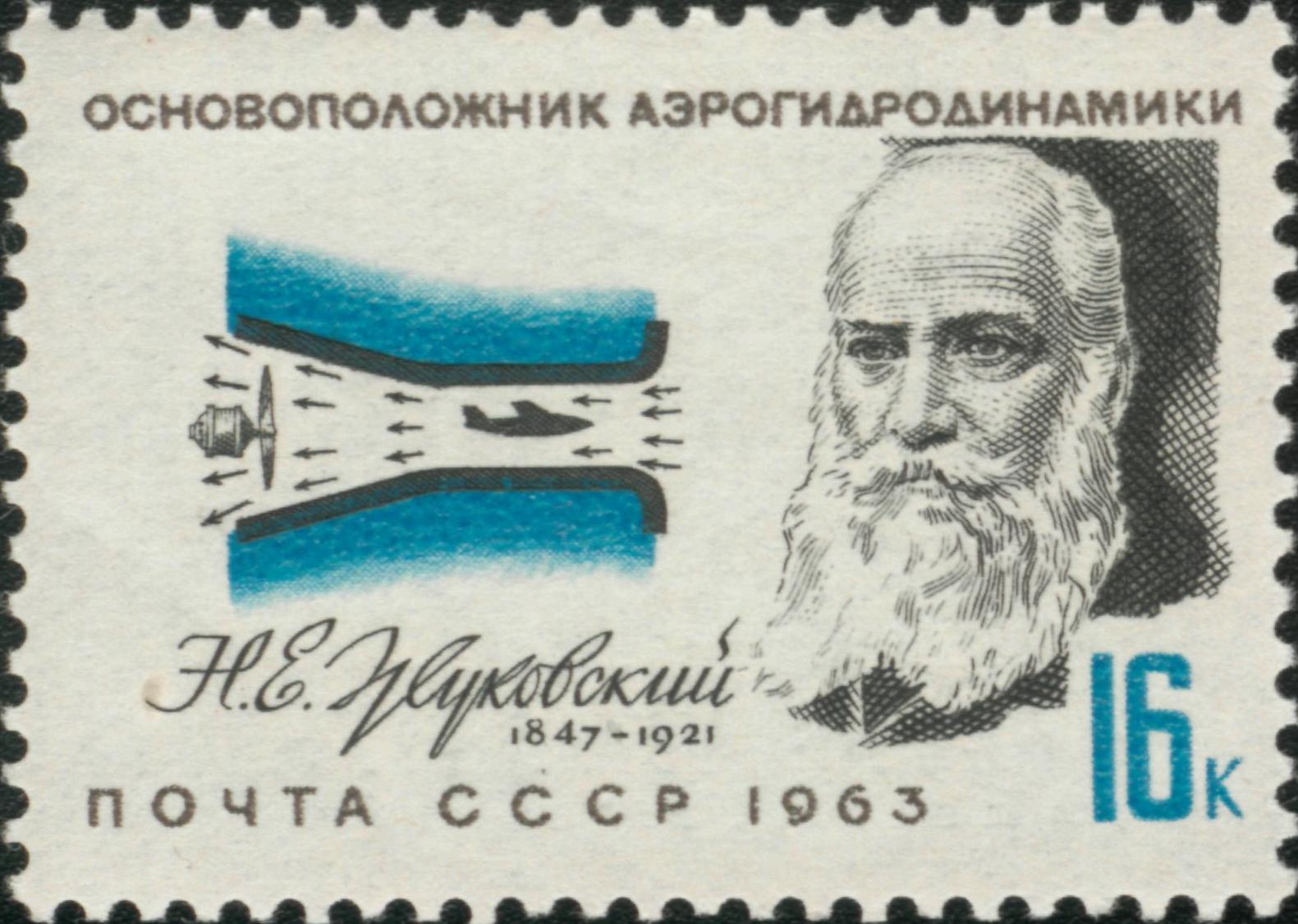
Основатель аэрогидродинамики Николай Жуковский на почтовой марке. 1963

Газовая динамика возникла как дальнейшее развитие аэродинамики и имеет дело с ситуациями, в которых условия существенно отличаются от нормальных.
В отличие от классической аэродинамики, газовая динамика имеет дело с такими задачами, в которых сжимаемость газа становится существенным фактором, влияющим на его поведение. В первую очередь, это — задачи о движении газовых потоков со скоростями, близкими или превышающими скорость звука в газе, что приводит к появлению значительных перепадов давления и ударных волн. Другим примером служат те процессы в газовых средах, которые сопровождают экзотермическими (горение, взрыв) или эндотермическими (диссоциация) химическими реакциями: в этих случаях из-за изменения средней молекулярной массы газа и процессов энерговыделения модель идеального газа неприменима.
Возникновение газовой динамики относится к середине и второй половине XIX века и связано с основополагающими работами К. Доплера, Г. Римана, Э. Маха, У. Дж. Ранкина и П.-А. Гюгонио. Бурное развитие данный раздел механики переживает в XX веке; среди многих имён учёных, внёсших значительный вклад в развитие газовой динамики, следует назвать С. А. Чаплыгина, Дж. Тейлора, Л. И. Седова, Я. Б. Зельдовича.